# Pseudochondrostoma polylepis
Pseudochondrostoma polylepis, noto in italiano come lasca iberica, è un pesce d'acqua dolce della famiglia Cyprinidae.

## Distribuzione e habitat
Si tratta di una specie endemica della Penisola Iberica nei bacini dei fiumi Tago (sia in Portogallo che in Spagna) e di alcuni brevi fiumi costieri portoghesi. È stato introdotto con acclimatazione nei fiumi spagnoli Júcar e Segura.
Popola di solito le acque correnti del medio corso dei fiumi ma si adatta a vivere nei laghi artificiali.

## Descrizione
Ha aspetto simile ai membri del genere Chondrostoma. Si riconosce dagli altri Pseudochondrostoma per avere la bocca dritta e non arcuata quando il pesce è osservato dal basso e per caratteri di scaglie e pinne.
La colorazione è argentea uniforme.
Misura fino a 40 cm di lunghezza.

## Biologia
È una specie gregaria che si raggruppa in banchi numerosissimi in primavera per la riproduzione. È una specie soprattutto erbivora anche se talvolta cattura piccoli invertebrati.

## Conservazione
Le popolazioni sono piuttosto abbondanti anche se in alcune località si sono ridotte a causa del prelievo idrico e dell'introduzione di specie aliene.